# تپه کمره گره
تپه کمره گره مربوط به دوران پیش از تاریخ ایران باستان - دوره ایلخانی است و در شهرستان کرمانشاه، بخش بیلوار، دهستان رازآور ، ۳۰۰ متری جنوب روستای کمره گره واقع شده و این اثر در تاریخ ۷ خرداد ۱۳۸۷ با شمارهٔ ثبت ۲۲۸۳۰ به‌عنوان یکی از آثار ملی ایران به ثبت رسیده است.